# صلاح‌لی کنگرلی
صلاح‌لی کنگرلی ( ترکی آذربایجانی: Salahlı Kəngərli) یک منطقهٔ مسکونی در جمهوری آرتساخ است که در استان مارتاکرت واقع شده‌است.